# Martin Bormann
Martin Ludwig Bormann  (17. juni 1900 – 2. maj 1945) var en ledende tysk nazistisk politiker nært knyttet til Hitler. 

## Tidligt liv
Martin Bormann blev født i Wegeleben (ved Halberstadt) i det Det Tyske Kejserrige som søn af en postembedsmand. Bormann forlod skolen for at arbejde på en gård i Mecklenburg. Efter at have været ved et artilleriregiment ved slutningen af 1. verdenskrig meldte Bormann sig til et højreorienteret frikorps i Mecklenburg. 

## Bormann og nazismen
I marts 1923 modtog han en dom på et år for meddelagtighed i sin ven Rudolf Höss' mord på Walther Kadow, der muligvis forrådte Albert Leo Schlageter til franskmændene i Ruhr.
Han kom med i den højrenationalistiske bevægelse i 1920'erne og deltog ølkælderkuppet i München i 1923. Bormann fik hurtigt efter magtovertagelsen i 1933 en ledende post i partiadministrationen. Han var også Adolf Hitlers personlige sekretær og stabsleder for Rudolf Hess. Han anses for at være den mest magtfulde nazist efter Hitler, selv om han ikke var kendt i den brede tyske befolkning.
Bormann blev medlem af den tyske rigsdag den 12. november 1933, og her sad han til sin død i 1945. Dog fandt rigsdagens sidste møde sted i 1942.
Han var stor tilhænger af udryddelsen af jøderne og drab på handikappede, som ikke passede ind i naziregimets ideologi.

## Krigens afslutning og død
Bormann var i Førerbunkeren fra april til maj 1945. Da Hitler begik selvmord 30. april 1945 flygtede Bormann. Flugten fra De Allierede lykkedes, men han gav angiveligt op på vejen og tog sit liv med en giftkapsel: Hitlerjugendlederen Artur Axmann fortalte at Martin, Ludwig Stumpfegger og han selv forlod førerbunkeren den 1. maj.
Martin Bormann blev dømt til døden in absentia ved Nürnbergprocessen for krigsforbrydelser og forbrydelser mod menneskeheden. Hans forsvarer fremførte, at hans død skulle annullere sagen, men det blev afvist, da hans død ikke var bevist.
I 1972 fandt bygningsarbejdere i Vest-Berlin et lig, der efter nøje undersøgelser viste sig at være Bormanns.  
Hans død blev set af de fleste i den flugtgruppe, han var et med i og bevidnet af to under forhør hos amerikanerne. Det ene vidne var uvederhæftigt. Det andet hævdede, at han havde set Bormann i live ved broen. Ingen gik tilbage for at se, om Bormann var skadet, da han faldt om. Et tredje vidne hævdede, at Bormann og en anden var gået ind i et ruinområde for at gå en anden vej end resten af gruppen. Den forklaring passer med det sted, hvor Bormanns lig blev fundet.
Den tidligere nazi-kollaboratør Paul van Aerschodt sagde i 2011 i et avisinterview, at Bormann efter 2. verdenskrig havde haft held til at flygte, og at han ved fire lejligheder havde mødt ham i den bolivianske by La Paz omkring 1960, hvor Bormann have arbejdet som præst og haft dæknavnet Augustin von Lembach.